# Thomas Würtenberger (Kriminologe)
Thomas Würtenberger (* 7. Oktober 1907 in Zürich; † 18. November 1989 in Freiburg im Breisgau) war ein deutscher Strafrechtler und Kriminologe.

## Leben
Thomas Würtenberger war ein Sohn des Malers Ernst Würtenberger (1868–1934) und der ältere Bruder des Kunsthistorikers Franzsepp Würtenberger (1909–1998).
Würtenberger begann seine akademische Karriere im nationalsozialistischen Deutschland im Badischen Kultusministerium als Referatsleiter für Hochschulwesen. Er war Angehöriger der SA und ab 1937 auch Mitglied der NSDAP. Würtenberger wurde 1942 Professor für Strafrecht, Strafprozessrecht und Rechtsgeschichte an der Universität Erlangen. Zudem leitete er ab 1943 die Dozentenschaft und wurde NS-Dozentenbundführer.
Nach dem  Zweiten Weltkrieg wurde er 1946 Professor an der Universität Mainz und wechselte 1955 als Professor für Strafrecht, Strafprozessrecht, Kriminologie und Rechtsphilosophie an die Universität Freiburg im Breisgau, wo er bis zu seiner Emeritierung 1973 lehrte. Das Freiburger „Institut für Kriminalistik und Strafvollzugskunde“, das er seit seiner Berufung leitete, wurde auf sein Betreiben 1956 in „Institut für Kriminologie und Strafvollzugskunde“ umbenannt. Zu seinen Freiburger Assistenten gehörten die Kriminologen Günther Kaiser und Stephan Quensel. Zwischen 1962 und 1973 saß Würtenberger im Bundesjustizministerium dem Fachausschuss Strafrecht und Strafvollzug vor. Seit 1971 war er Mitglied des Kuratoriums und Auswärtiges Wissenschaftliches Mitglied des Max-Planck-Instituts für ausländisches und internationales Strafrecht. Würtenberger galt als Experte für das Delikt der Kunstfälschung.
Seine Söhne sind der Staatsrechtler Thomas Würtenberger (* 1943) und der Verwaltungsjurist Julian Würtenberger (* 1957). Aus Anlass seines 75. Geburtstag wurde eine auf 60 Exemplare limitierte Gedenkmünze gegossen, die von Doris Waschk-Balz gestaltet wurde.
Am 18. November 1989 verstarb Thomas Würtenberger im Alter von 82 Jahren in Freiburg im Breisgau.